# Meeboldina denmarkica
Meeboldina denmarkica är en gräsväxtart som beskrevs av Karl Suessenguth. Meeboldina denmarkica ingår i släktet Meeboldina och familjen Restionaceae. Inga underarter finns listade i Catalogue of Life.